# Typhloseiopsis
Typhloseiopsis es un género de ácaros perteneciente a la familia Phytoseiidae.

## Especies
El género contiene las siguientes especies:
- Typhloseiopsis funiculatus De Leon, 1965
- Typhloseiopsis maryae McMurtry, 1983
- Typhloseiopsis neopritchardi Moraes & Mesa, 1988
- Typhloseiopsis pritchardi (Chant & Baker, 1965)
- Typhloseiopsis theodoliticus De Leon, 1959